# Димитър Динев (писател)
 Тази статия е за австрийския писател.  За българския композитор вижте Димитър Динев (композитор).  
Димитър Динев (на немски: Dimitré Dinev) е австрийско-български писател от български произход.

## Биография
Учи немски в езиковата гимназия в Пазарджик. През 1990 г. емигрира във Виена. Там завършва философия и руска филология, работи на множество места, за да се издържа. Пише белетристични и драматургични произведения на немски.
Първата му книга с разкази е „Надписът“ (Die Inschrift). Още с нейното излизане критиците започват да говорят за „стил Динев“, а името му е споменавано редом с това на Елиас Канети. Известност придобива с първия си роман, семейната сага „Ангелски езици“ (Engelszungen) (2003), преведен на български през 2006 година. Книгите му достигат масови тиражи в Австрия и Германия.
През 2007 г. името му е замесено в скандал около наградата „Аскеер“, когато известният драматург Константин Илиев изтегля своята номинирана пиеса „Бетовен 21“ от участие в конкурса, заявявайки, че регламентът на конкурса се променя в движение, за да може да бъде наградена пиесата на Динев „Кожа и небе“, въпреки че нито е написана на български, нито е поставяна на българска сцена. Впоследствие „Кожа и небе“ действително печели наградата.
В България Динев е понякога критикуван за угаждане на масовия вкус, кичозен стил и експлоатиране на клишета и стереотипи за българите.

## Книги
- Die Inschrift (разкази), 2001 ISBN 3-901899-13-8
- Engelszungen (роман), 2003 г. ISBN 3-216-30705-0
- Ein Licht über dem Kopf (разкази), 2005 г. ISBN 3-552-06000-6
- Barmherzigkeit: Unruhe bewahren (пролог), 2010 ISBN 978-3-7017-3147-3

## Награди
- 2002: литературна награда на град Манхайм
- 2003: поощрителна награда на град Виена
- 2004: поощрителна награда на немската индустрия
- 2005: поощрителна награда „Аделберт фон Шамисо“ на фондация „Роберт Бош“
- 2007: наградата „Аскеер“ за българска драматургия (за пиесата му „Кожа и небе“)
- 2008: Заедно c Орхан Памук „Поет на гости“ на Салцбургския фестивал
- 2011/12 Писател в резиденция на фондацията one world foundation в Шри Ланка
- 2012: George Saiko – субсидия за пътуване
- 2013: Елиас Канети Архив на оригинала от 2016-03-11 в Wayback Machine. стипендия на град Виена
- 2014: Стипендията Роберт Музил (2014–2017) на Федералното канцлерство Австрия (министерство на образованието и културата
- 2016: Max Kade стипендия в Lafayette College Истън, САЩ

## Интервюта
- Димитър Динев за нещата от живота
- („Димитър Динев, режисьор: Европеецът мисли балкански“ – статия във в. Монитор)[неработеща препратка]

## Критика за Димитър Динев
- Вър' да идем на Пратера: рецензия за Динев във в. „Култура“